# 學前教育

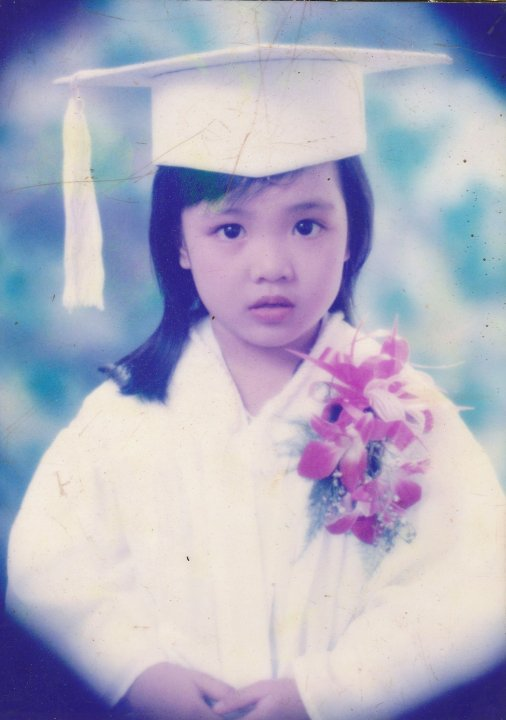
菲律宾学前教育阶段毕业的小女孩。

学前教育（Early childhood education）是以学龄前儿童为对象的教育。从组织形态上看，包括家庭中的学前教育和学前教育机构（托儿所、幼儿园）中的教育。通常是指对胎儿至进入初等教育（小学）前的儿童所进行的教育、组织的活动和施加的影响。它的教育对象包括胎儿、婴儿（0-3岁）、幼儿（3-7岁）。

## 学前教育机构以及形式
学前教育是藉由学前教育的机构来实施的。学前教育的机构主要有以下几种：

### 胎儿学校
胎儿学校是对胎儿进行教育的专门场所，主要由医务部门负责管理。招收的对象是孕妇及其配偶，教育方式是让孕妇对胎儿说话、听音乐，适当拍打、抚摸肚皮上的一定部位，使胎儿出生后的学习更加容易，发育更正常，同时还能巩固家庭关系。

### 托兒所
托兒所是对0-3岁的儿童进行教育的专门机构，全天开放。一般按年龄分為托小班（1岁以下）、托中班（1-2岁）、托大班（2-3岁）。

### 幼儿园
幼儿园又稱幼稚園，是对4足歲至入小學的儿童进行教育的专门机构，由教育部门主管。儿童按年龄分為小班(4歲)，中班(5歲)，大班(6歲)。

### 托幼园所一体化
这些教育机构是托儿所、幼儿园联在一起，招收出生几个月至6周岁的儿童。主要由专业教育机构兴办，根据大多数父母上下班时间制订作息时间，解除家长后顾之忧。

### SOS国际儿童村
SOS国际儿童村是收养孤儿的国际慈善组织。SOS是Save Our Soul的简称，意为拯救我们的灵魂，是国际通用的呼救信号。1949年由奥地利医学博士哥麦纳在维也纳创办，旨在给儿童“母爱”。目前世界上已有90多个国家建立了250多个国际儿童村。1986年在天津、山东烟台、湖北武汉等地也建立了儿童村，一切费用由国际儿童村总部提供。

### 家庭教育
这是一种通过教育、预防和以能力为基础的方法来装备和引导家庭成员发展知识和技能，以加强人际关系，建立良好儿童成长环境。

## 香港幼兒教育的挑戰
幼教資源方面
對比台灣、澳門等其他地區，香港幼兒教育顯得停滯不前。學者梁亦華認為，其主要原因在於香港教育當局把幼兒教育定位為「理想而非必需」(desirable but not essential)，三十多年來一直拒絕全面規劃及投入師訓資源。
教育均等方面
有論者比較不同類型幼兒教育的入學安排，指出不少篩選條件均向社經地位較高的家庭傾斜，違反入學均等原則，有可能造成階級複制。這幼兒教育的競爭風氣，已向兩歲或以下的學前班蔓延。